# Katastrofa Space Shuttle Challengera
Katastrofa Space Shuttlea Challenger bila je fatalna nesreća u američkom svemirskom programu koja se dogodila 28. siječnja 1986. godine kada je Space Shuttle Challenger eksplodirao samo 73 sekunde nakon polijetanja. Eksplozija je ubila svih 7 članova posade; bio je to prvi gubitak astronauta za vrijeme misije za NASA-u. Misija pod imenom STS-51-L bila je deseta misija orbitera Challenger i 25. misija Shuttle programa. Cilj misije bilo je lansiranje komunikacijskih satelita i studija Halleyjevog kometa. Letjelica se dezintegrirala iznad Atlantskog oceana, uz obalu rta Canaveral, na Floridi u 11:39 po lokalnom vremenu (EST).
Nesreća se dogodila zbog nepravilnog funkcioniranja dvaju gumenih brtvi na spoju dvaju dijelova raketa s čvrstim pogonskim gorivom (SRBs). Rekordno niske temperature na dan lansiranja smanjile su elastičnost brtvi što je umanjilo mogućnost pravilnog zatvaranja spojeva između dijelova raketa. Nakon 57 sekundi leta koji se činio normalnim, kamere su snimile plamen koji izlazi iz predzadnjeg spoja rakete čvrstog pogonskog goriva. U sljedećih 16 sekundi, plamen je uspio uništiti donji dio vanjskog tanka (koji u sebi nosi tekući kisik i vodik kako bi tri glavna motora orbitera normalno funkcionirala). Budući da se desna raketa na čvrsto pogonsko gorivo odvojila od vanjskog tanka, vrh rakete je udario gornji dio tanka nakon čega je cijeli shuttle eksplodirao.
Odjeljak za astronaute u sklopu orbitera, zajedno s mnogim dijelovima shuttlea, pronađeni su i izvađeni iz vode nakon operacije pronalaženja i spašavanja koja je trajala tri mjeseca. Točno vrijeme smrti posade nije definirano; za nekoliko članova posade se vjeruje da je preživjelo inicijalnu eksploziju. Orbiter nije posjedovao sustav za bijeg u slučaju nesreće, a brzina kojom je odjeljak za posadu pao u Atlantski ocean, onemogućila je preživljavanje. 
Nesreća je rezultirala stankom od 32 mjeseca u kojoj nijedan shuttle nije poletio. Predsjednik Ronald Reagan je sastavio Komisiju Rogers kako bi se istražio uzrok nesreće. Komisija je kritizirala NASA-in pristup prilikom donošenja odluka i njihovu organizacijsku kulturu koja je doprinijela nesreći. Podaci su pokazali da su problemi s brtvama na raketama s čvrstim pogonskim gorivom postojali još od 1977., a da pritom ni NASA, ni Morton Thiokol (proizvođač raketa s čvrstim pogonskim gorivom) nisu oslovili očite probleme. Menadžeri NASA-e također su u potpunosti ignorirali preporuke inženjera iz Thiokola koji su inzistirali da se shuttle ne lansira u niskim temperaturama. Nakon katastrofe i gubitka orbitera Challenger, NASA je proizvela peti orbiter pod imenom Endeavour koji je prvi puta poletio 1992. U kasnijim misijama shuttlea, dizajn raketa s čvrstim pogonskim gorivom je promijenjen i poboljšan, a astronauti su nosili tlačna odijela prilikom lansiranja i povratka u Zemljinu atmosferu. 

## Space Shuttleprogram

### Space Shuttle
Space Shuttle bio je svemirska letjelica za višekratnu uporabu pod vodstvom Nacionalne aeronautičke i svemirske administracije (NASA-e). Prvi let ostvaren je u travnju 1981., a program je služio za provođenje istraživanja u orbiti i za prenošenje komercijalnog, vojnog ili znanstvenog tereta (payloada). Dizajn shuttlea sastojao se od orbitera (svemirske letjelice koja je prevozila astronaute i payload u orbitu), od narančastog vanjskog tanka (u prve dvije misije programa bio je bijele boje) koji je sadržavao tekući vodik i kisik potrebni kao gorivo za tri glavna motora orbitera prilikom lansiranja i putovanja u orbitu i od dvije rakete s čvrstim pogonskim gorivom. Orbiter se lansirao kao raketa, a zahvaljujući dizajnu, slijetao je kao zrakoplov. U sklopu Space Shuttle programa proizvedeno je pet orbitera (Columbia, Challenger, Discovery, Atlantis i Endeavour). Svaki se orbiter sastojao od odjeljka za posadu gdje su astronauti, uglavnom, živjeli i radili tijekom misije. Orbiter je posjedovao tri glavna motora koji su bili napajani tekućim kisikom i vodikom i bili su korišteni isključivo za vrijeme lansiranja i putovanja u Zemljinu orbitu. U svemiru, posada je manevrirala orbiterom pomoću dva manja motora smještena iznad tri glavna pod nazivom Orbital Maneuvering System (OMS).
U sekundama prije no što se shuttle otisne sa Zemljine površine, uključuju se tri glavna motora orbitera koji rade sve do dolaska u Zemljinu orbitu. Međutim, kako bi se shuttle uspio uzdići s platforme za lansiranje, svaka raketa s čvrstim pogonskim gorivom generira potisnu snagu od 14,7 MN. Rakete s čvrstim pogonskim gorivom rade kroz dvije minute leta, nakon čega se odvajaju od shuttlea i padaju u Atlantski ocean gdje će biti pokupljene i, prije sljedećeg leta, ponovno sastavljene. Vanjski tank, koji prevozi tekući kisik i vodik, odvaja se od orbitera prije nego svo gorivo nestane kako bi se spriječilo kvarenje motora te izgara u atmosferi.  
Nakon i prije svake misije, orbiter bi bio servisiran i popravljan (ako je za time bilo potrebe) kako bi se osiguralo da je letjelica u potpunosti spremna i sigurna za sljedeću misiju. Rakete s čvrstim pogonskim gorivom su bile sastavljene od 6 cilindričnih dijelova koji su se međusobno slagali jedni na druge i zatvarali dvama gumenim brtvama koje su osiguravale da se užareni plin, prilikom lansiranja, ne probije kroz spojnu brtvu.  

### Gumene brtve (O-rings)
Prilikom dizajniranja i proizvodnje raketa s čvrstim pogonskim gorivom, Morton Thiokol se odlučio na dva para gumenih brtvi između svakog segmenta raketa kako bi osigurao njihovo pravilno zatvaranje i onemogućio užarenom plinu da, u prve dvije minute lansiranja, izađe vani. Preporuke inženjera isticale su da se normalno funkcioniranje gumenih brtvi očekuje do 12 stupnjeva Celzijusa, a svako njihovo korištenje ispod te temperature, moglo bi prouzročiti nepravilno zatvaranje spojnih brtvi. Nakon svake misije, NASA je, zajedno s Mortonom Thiokolom, provjeravala izvedbu brtvi na prethodnoj misiji. Obzirom da je svaka spojna brtva sadržavala dvije gumene, normalno funkcioniranje raketa je bilo garantirano čak i s popuštanjem, ili potpunim oštećenjem, prve gumene brtve. Međutim, NASA je ozbiljne probleme uočila već na drugoj misiji shuttlea u studenom 1981. U kolovozu 1984., ispostavilo se da je, prilikom misije STS-41-D, prva brtva u potpunosti pukla i ostavila sloj čađe između mjesta prve i druge brtve. Do katastrofe Challengera, tri su još misije zamijetile znatnu eroziju prve, a u slučaju misije STS-51-J i STS-51-B i druge gumene brtve.   

### Misija STS-51-L
Dvadesetpeta misija Space shuttlea, a ujedno i deseta misija orbitera Challenger, trebala je biti i prva misija koja bi za sedmog člana posade imala običnog građanina. Christa McAuliffe, profesorica socijalne povijesti iz Concorda, New Hamphsire, odabrana je kao prvi obični građanin koji će imati priliku letjeti u svemir. Predsjednik Ronald Reagan je 1984. odobrio program pod nazivom Teacher in Space (Učitelj u svemiru) kao pokušaj da se djecu osnovnih i srednjih škola zainteresira za prirodoslovne predmete. Jedanaest tisuća profesora je ispunilo prijavnice kako bi ušlo u top deset od kojih će samo jedna osoba biti ta koja će početkom 1986. letjeti na shuttleu. Uz McAuliffe, kao "rezerva" (u slučaju da McAuliffe iz bilo kojeg razloga nije mogla otići) odabrana je i Barbara Morgan, profesorica matematike i književnosti iz Arleeja, Montane. Morgan je 21. godinu poslije službeno postala prvi običan građanin u svemiru kada je, 2007. godine, letjela na Endeavouru u sklopu misije STS-118.  
Od ostalih šest članova misije STS-51-L, četiri su bili astronauti iz razreda 1978. Naime, tri godine prije no što je prva misija tada novog svemirskog programa SAD-a bila lansirana, NASA je tražila nove astronaute koji će, u sljedeće dvije godine, proći niz evaulacija i treninga kako bi ih pripremili (kako psihički, tako fizički) za provođenje dužeg perioda u bestežinskom stanju. Razred astronauta iz 1978., poznat još pod nazivom TFNGs (Thirty-Five New Guys) bio je, do tada, najraznovrsniji skup ljudi koji je kroz 30 godina Shuttle programa, sudjelovao u misijama. Osim vojnih pilota koji su još od programa Mercury bili zaštitno lice američkih svemirskih programa, u letovima shuttlea od sada su sudjelovali i znanstvenici, inženjeri, liječnici i biolozi. NASA je, također, po prvi puta u program uvela i žene, točnije njih 6 od kojih će Judith Resnik, inženjerka iz Akrona, Ohio, biti jedna od sedam članova posade misije STS-51-L. Novo doba američkog istraživanja svemira bilo je zagarantirano i činjenicom da su, uz prve žene astronautkinje, i manjine (prvenstveno Afroamerikanci i Azijati) po prvi puta imale svoje predstavnike astronaute.  
Pilotu misije, Michaelu J. Smithu, ovo je trebao biti prvi let u sklopu shuttle programa. Zapovjednik misije, Francis "Dick" Scobee, bio je već iskusan vojni pilot i astronaut koji je, prije Challengera, sudjelovao, kao pilot, u misiji STS-41-C. Osim Judith Resnik i Christe McAuliffe, ostala tri specijalista misije (mission specialists), bili su Ellison S. Onizuka, Gregory Jarvis i Ronald McNair. Onizuka, podrijetlom japanac, početkom 1985. postao je prvi Azijat u svemiru. McNair je, uz Onizuku, imao prethodno iskustvo na shuttle misijama obzirom da je sudjelovao u misiji STS-41-B. Kao novopridošlica shuttle programa, Gregoryju Jarvisu misija Challengera trebala je biti prva misija u svemiru.

## Odluka o lansiranju
Temperature na rtu Canaveral, na Floridi su, na dan lansiranja (28. siječnja 1986.) trebale biti rekordno niske ne samo za regiju, već i za shuttle program. Na temelju prognoze, temperature su se trebale spustiti do -8°C tijekom noći, prije nego se podignu na -3°C u trenutku u kojemu je bilo zakazano lansiranje (9:38). Obzirom na iznimno niske temperature i na prethodno iskustvo koje je Morton Thiokol (proizvođač raketa s čvrstim pogonskim gorivom) imao na prethodnim misijama gdje su temperature bile niske, postojala je zabrinutost od strane inženjera prvenstveno zbog (ne)pravilnog funkcioniranja gumenih brtvi na spojevima raketa. Dodatnu brigu stvarale su i sige koje su se formirale na donjem dijelu shuttlea tijekom noći. Prvenstvena briga se odnosila na mogućnost oštećenja orbitera (pogotovo za sustav zaštite od visokih temperatura prilikom deorbitiranja). Večer prije lansiranja 25. misije programa shuttle, NASA-ini menadžeri i Thiokolovi inženjeri zakazali su telekonferenciju kako bi jedni druge konzultirali o temperaturnim uvjetima sljedećeg dana. Inženjeri su jasno iskazali svoju zabrinutost i preporuku da se odustane od lansiranja obzirom na ekstremno niske temperature. NASA-ini menadžeri, međutim, nisu bili istoga mišljenja. Lawrence Mulloy, NASA-in menadžer za rakete s čvrstim pogonskim gorivom, se jasno usprotivio ideji da se dodatno otkazuje lansiranje misije STS-51-L te je pridobio potvrdu inženjera da je sigurno nastaviti s lansiranjem rekavši: "My God, Thiokol! When do you want me to launch, next April?" (Zaboga, Thiokol! Kada želite da lansiram, sljedećeg travnja?). Odluku da se nastavi s planiranim lansiranjem odbija potpisati Allan J. McDonald, inženjer i zaposlenik Thiokola odgovoran za rakete, a umjesto njega, potpisuje ju njegov šef, Joe Kilminster.
Misija STS-51-L je prethodno već bila odgađana u nekoliko navrata. Kada je 1984. godine odobren program Teacher in space, lansiranje misije STS-51-L bilo je planirano za kraj 1985. Kako bi dvije profesorice dobile dostatan trening i pripremu za let, NASA je službeno zakazala lansiranje za 22. siječnja 1986. Međutim, zbog kašnjenja misije STS-61-C, misija je prebačena na 23. siječanj; ni tada nisu poletjeli. U sljedeća četiri dana (od 24. do 28. siječnja) lansiranje misije je otkazano tri puta, bilo zbog nepovoljnih vremenskih uvjeta na platformi za lansiranje (24. siječnja), bilo zbog tehničkih problema (25., 27. te jutro 28. siječnja). Konačno, Challenger je poletio 28. siječnja u 11:38 po lokalnom vremenu (EST) kada je temperatura na platformi za lansiranje porasla na 2°C.

## Lansiranje i eksplozija

### Trenutak lansiranja i prvih 57 sekundi leta
Na T+0, space shuttle Challenger uzdignuo se sa platforme 39B na rtu Canaveral, na Floridi u 11:38 po lokalnom vremenu (EST). U prve tri sekunde nakon lansiranja, nadzorne kamere postavljene na različitim punktovima na platformi za lansiranje uočile su 9 oblačića crnog dima koji izlaze s predzadnjeg cilindričnog dijela desne rakete s čvrstim pogonskim gorivom. U kasnijim istraživanjima provedenim nakon katastrofe, saznalo se da su oblačići bili rezultat rotacije brtve na spoju dvaju (od šest) dijelova SRB-a (raketa s čvrstim pogonskim gorivom). Zbog inznimno niskih temperatura na dan lansiranja, gumene brtve nisu odradile svoj zadatak kako su trebale - onemogućile su pravilno zatvaranje spojeva između dijelova SRB-a. Kao rezultat, užareni plin je izbio kroz dio spoja. Rastopljeni aluminijev oksid, stvoren zbog izgaranja aluminijske prašine koja se koristila kao primarno gorivo za SRB, na trenutak (za sljedećih 57 sekundi) je stvorio barijeru koja je onemogućila daljnje izlaženje užarenog plina iz spoja. Na T+37, Challenger je bio pogođen nanosom vjetra koji je dodatno oslabio već dovoljno slabe gumene brtve; to će dovesti do potpunog prodiranja užarenog plina kroz predzadnji spoj na T+58. 

### Plamen
Na T+58, kamere koje su snimale povijesni trenutak sa zemlje uočile su plamen koji se probio kroz predzadnji dio desnog SRB-a, samo sekundu prije no što se shuttle našao u trenutku maksimalnog aerodinamičkog pritiska (max Q). Jak nalet vjetra i veliki aerodinamički pritisak su pomogli razbijanju barijere stvorene uz pomoć aluminijeva oksida u prvim sekundama nakon lansiranja i omogućile slobodan izlazak užarenog plina kroz spoj. U samo jednoj sekundi nakon što je plamen primijećen, dobio je jasnu formaciju, a tlak unutar desne rakete s čvrstim pogonskim gorivom je naglo pao. Na T+64, zbog plamena koji je izašao, donji dio vanjskog tanka (dio koji je prevozio tekući vodik) počeo je puštati gorivo što je postalo jasno zbog promjene u izgledu plamena. Kroz sljedeće četiri sekunde, tlak je naglo pao unutar vanjskog tanka koji je prevozio tekući vodik. Naime, zbog užarenog plina koji je nastavljao izlaziti kroz predzadnji dio spoja desnog SRB-a, cijeli donji dio vanjskog tanka se krenuo raspadati i prolijevati velike količine tekućeg vodika za sobom. Na T+68, astronaut Richard O. Covey, zadužen za komunikaciju s posadom, tzv. CAPCOM, izdao je dopuštenje da Challenger pojača izgaranje glavnih motora na 104%. Zapovjednik misije, Francis Scobee, odgovorio je CAPCOM-u "Roger, go at throtle up" ("Primljeno, pojačavamo izgaranje motora") sekundu prije no što se dogodila eksplozija.

### Raspadshuttlea
Na T+72, donji dio desne rakete s čvrstim pogonskim gorivom se odvojio od vanjskog tanka obzirom da je u prethodnih 15 sekundi plamen uspio izgoriti priključak kojim je SRB bio spojen na vanjski tank. U isto vrijeme, tlak unutar spremnika za tekući vodik nastavljao je padati sve dok cijeli shuttle nije postao okružen velikim plamenim oblakom. Naime, na T+73 desni SRB koji se odvojio od tanka je vrhom probio gornji dio vanjskog tanka što je rezultiralo ogromnom eksplozijom koja je snimljena i uživo emitirana na nacionalnoj televiziji. Orbiter se raspao na više manjih dijelova koji su počeli padati prema Atlantskom oceanu munjevitom brzinom. Odjeljak za posadu je padao slobodnim padom koji je trajao 2 minute i 45 sekundi te pao u Atlantski ocean brzinom od 333 km/h. Vanjski tank je u potpunosti bio uništen u eksploziji, a dvije rakete s čvrstim pogonskim gorivom su nastavile mahnito dalje letjeti prije nego su ih odgovorne osobe u Thiokolu ugasile kako ne bi uzrokovale daljnju štetu na tlu. 

### Reakcije netom nakon nesreće
U prvim trenucima nakon što je shuttle eksplodirao, većina odgovornih ljudi u NASA-i, kao i većina gledatelja na tribinama na rtu Canaveral toga dana, nije imala racionalno obješnjenje za ono što se dogodilo. Djeca koja su došla bodriti svoju profesoricu Christu te ostali koji su lansiranje i tragediju pratili izravno na televiziji mislili su da je prizor pred njihovim očima normalan i da je takav trebao i biti. Međutim, astronauti koji su već prethodno letjeli na misijama (ne nužno isključivo u sklopu shuttle programa, već i prethodnih programa) te obitelji netom preminulih astronauta, znali su da je riječ o ozbiljnoj nesreći koju je bilo gotovo nemoguće preživjeti. Steve Nesbitt, NASA-in čovjek za odnose s javnošću je, u trenucima nakon katastrofe, izjavio "Flight controllers here are looking very carefully at the situation. Obviously a major malfunction." ("Kontrolori leta vrlo pažljivo prate situaciju. Očito se radi o velikom kvaru"). Nesbittova izjava je kasnije prozvana izjavom koja je najviše podcijenila i umanjila ozbiljnost situacije u cijelom desetljeću ("understatement of the decade").

### Uzrok i vrijeme smrti
Odjeljak za posadu, koji je ujedno bio izgrađen od ojačanog aluminija, odvojio se od ostatka orbitera u trenutku eksplozije. Odjeljak je onda putovao u balističkom luku te se uzdigao na 20 kilometara 25 sekundi nakon eksplozije. U trenutku odvajanja, procjenjuje se da je brzina kojom se odjeljak za posadu kretao bila 12 do 20 puta veća od sile gravitacije. U dvije sekunde se ta brzina spustila na 4 puta sile gravitacije prije nego je započeo slobodni pad. Sila eksplozije je, vrlo vjerojatno, bila nedovoljna da astronauti preminu na licu mjesta. 
Barem je nekoliko članova posade bilo još živo nakon eksplozije obzirom da su maske za kisik bile aktivirane za pilota Smitha te za još dva neidentificirana člana posade. Obzirom da su se maske za kisik nalazile iza pilotova sjedala, vjerojatno je da su ili Onizuka ili Resnik bili živi kako bi aktivirali masku kolegi koji se nalazio ispred. Prilikom treniranja i priprema za misije, posada nijednom nije simulirala nesreću kod koje bi korištenje maski za kisik bilo potrebno. Astronaut Mike Mullane izjavio je da je sama činjenica da se posada sama potrudila napraviti ono što je moguće da spase jedni druge herojska. 
Prilikom očevida otkriveno je da je nekoliko prekidača na kontrolnoj ploči pilota Smitha bilo pomaknuto naspram njihovog položaja u trenutku lansiranja; to je značilo da je isključivo pilot mogao biti taj koji ih je ručno pomaknuo. Smatra se da se Smith odlučio na takav potez u nadi da će uspjeti povratiti električnu struju u trenutku kada se odjeljak odvojio od ostatka orbitera. 
Šest mjeseci i jedan dan nakon nesreće, 29. srpnja 1986., Richard H. Truly, NASA-in suradnik za nadgledanje svemirskih letova te bivši astronaut, objavio je izvješće o smrti članova posade misije STS-51-L kojeg je napisao liječnik i astronaut Skylaba 2, Joseph P. Kerwin. Kerwinovo izvješće nije moglo sa sigurnošću utvrditi jesu li astronauti bili pri svjesti sve do trenutka u kojem je odjeljak udario u ocean obzirom da se ne zna koliko je kisika bilo unutar odjeljka. Manjak kisika pridonio bi gubitku svijesti. Sila kojom je odjeljak udario o površinu oceana bila je 200 puta veća od sile gravitacije što je zasigurno na licu mjesta ubilo posadu.
Shuttle program nije imao sustav kojim bi se posada, u slučaju opasnosti, mogla spasiti dok se još nalazi unutar orbitera. Sjedala za izbacivanje su izbačena iz dizajna orbitera obzirom da se očekivala iznimno visoka razina sigurnosti shuttlea. Drugim riječima, posada nije imala šanse za preživljavanje. 
Izvješće doktora Kerwina je zaključilo da je nemoguće donijeti jasan zaključak vezan uz fizičko stanje posade nakon eksplozije i prilikom slobodnog pada.

## Operacija pronalaženja i spašavanja
Odmah nakon nesreće, NASA-in direktor zaslužan za kontrolu lansiranja je organizirao dva broda koji su inače bili zaslužni za preuzimanje iskorištenih SRB-a (MV Freedom Star i MV Liberty Star) da počnu s misijom pronalaska i spašavanja na mjestu gdje su dijelovi shuttlea padali u ocean. Ujedno je i vojska SAD-a uključila svoju ratnu mornaricu i vojne avione. Površinska operacija se nastavila sve do 7. veljače. 
Američka mornarica je 31. siječnja dobila zadatak da se pripremi za provođenje operacije podvodnog pronalaska i spašavanja. Prioritet u pronalasku imao je desni SRB (upravo onaj zaslužan za katastrofu), odjeljak za posadu te ostatak payloada, dijelovi orbitera i vanjskog tanka. Nakon što je desni SRB pronađen bila je vidljiva šteta koju je plamen prouzročio - cijeli zadnji spoj je nedostajao. Ratno zrakoplovstvo SAD-a je 7. ožujka 1986. uspjelo locirati odjeljak za posadu. Otkriveno je da je odjeljak ostao u gotovo netaknutom stanju nakon eksplozije, ali se, udarom od 333 km/h u Atlantski ocean, u potpunosti izobličio. Posmrtni ostaci posade bili su u lošem stanju obzirom na slijed događaja. Kroz mjesec dana, američka mornarica i podmorske snage su radile na vađenju posade iz odjeljka. Problem je nastao 4. travnja kada se tijelo Gregoryja Jarvisa odvojilo od ostalih i otplutalo; pronađeno je tek 15. travnja. Nakon što su sva tijela izvađena iz vode, patolozi su potvrdili njihove identitete, ali nisu mogli jasno definirati uzrok smrti za svakog.  

### Pogreb posade
Tri mjeseca i jedan dan nakon najveće katastrofe u povijesti NASA-e, 29. travnja 1986. su tijela sedam astronauta prevezena pomoću zrakoplova C-141 Starlifter iz Svemirskog centra Kennedy (Kennedy Space Center) u mrtvačnicu zrakoplovne baze Dover u Delawareu. Lijes svakog astronauta je bio prekriven američkom zastavom te praćen počasnom stražom i astronautskom pratnjom. Nakon što su posmrtni ostaci posade prevezeni u zrakoplovnu bazu Dover predani su članovima obitelji koji su zasebno organizirali pogrebe. Zapovjednik Scobee i pilot Smith su pokopani na Nacionalnom groblju Arlington (Arlington National Cemetery). Onizuka je pokopan u svojoj saveznoj državi, Havajima. McNair je inicialno bio pokopan u Južnoj Karolini prije nego su njegovi posmrtni ostaci prebačeni u Memorijalni park doktora Ronalda E. McNaira. McAuliffe, učiteljica u svemiru, je pokopana u svom rodnom gradu Concordu, New Hampshire. Jarvis je kremiran te su njegovi ostaci prosuti u Tihi ocean. Jedini član posade kojeg patolozi nisu uspjeli sa sigurnošću identificirati, Judith Resnik je pokopana u Arlingtonu u sklopu službenog spomenika Space Shuttlea Challenger.

## Reakcija javnosti

### Reakcija Bijele kuće
Predsjednik Ronald Reagan je trebao dati izvješće o Stanju unije (State of the Union) kasnije navečer 28. siječnja. Nakon dogovora sa svojim savjetnicima, Reagan je odlučio odgoditi izvješće o Stanju unije za 4. veljače te, umjesto toga, obavijestiti građane o katastrofi koja se dogodila nekoliko sati ranije. Predsjednik i prva dama, Nancy Reagan su sudjelovali na službenoj komemoraciji održanoj 31. siječnja u Svemirskom centru Johnson (Johnson Space Center) za poginule astronaute. Tijekom komemoracije, orkestar ratnog zrakoplovstva američke vojske je svirao "God bless America" ("Bože, blagoslovi Ameriku"), a NASA-ine mlaznice T-38 Talon su preletjele iznad mjesta komemoracije u tradicionaloj formaciji izgubljenog čovjeka (missing man formation). 
Nedugo nakon katastrofe, američki političari su iskazali svoju zabrinutost da bi Bijela kuća te ostali bliski suradnici predsjednika, mogli biti na izravnom udaru kritika zbog poticanja lansiranja shuttlea tog 28. siječnja kako bi Reagan mogao u izvješću o Stanju unije dotaknuti se i važnosti lansiranja misije s prvim običnim građaninom za Ameriku. U ožujku 1986. Bijela kuća je objavila kopiju originalnog govora predsjednika koji je trebao održati 28. siječnja u kojemu je Reagan imao namjeru navesti važnost Challengerove misije zbog testiranja rendgenskih zraka unutar orbitera. U travnju 1986. je Bijela kuća donijela službeno izvješće kako nije postojala nikakva vrsta pritiska s njihove strane na NASA-u kako bi se shuttle lansirao prije izvješća o Stanju unije.  

### Medijska pokrivenost
CNN je bio službeni emiter lansiranja te razvoja situacije nakon katastrofe. Kako bi se promoviralo lansiranje Challengera i programa Teacher in Space, NASA je, u suradnji s CNN-om, organizirala da djeca diljem Amerike prate lansiranje uživo na televiziji. Medijski interes je naglo porastao u danima nakon katastrofe; od 535 reportera koji su bili prisutni u Svemirskom centru Kennedy na rtu Canaveral na dan lansiranja, do 1,467 reportera koji su uživo javljali o događajima na rtu samo tri dana kasnije. NASA je bila žestoko kritizirana nakon katastrofe jer ključni ljudi, koji su bili odgovorni za cijeli shuttle program, nikada nisu stali pred kamere zbog zabrane iznošenja informacija koju im je NASA nametnula. Upravo zbog manjka službenih informacija, mediji su ubrzo počeli iznositi vlastite zaključke došavši do ideje da se eksplozija dogodila zbog nepravilnog rada vanjskog tanka. Sve do 2010., CNN-ove snimke su smatrane kao jedine snimke snimljene na mjestu tragedije prije nego su građani, koji su se našli u blizini mjesta lansiranja, počeli objavljivati amaterske snimke.

### Inženjerska studija katastrofe
Katastrofa Challengera je često bila korištena i kao slučaj za studije vezane uz inženjersku sigurnost, etiku donošenja odluka, komunikaciju i grupno donošenje odluka te opasnost grupnog mentaliteta. Roger Boisjoly i Allan McDonald (obojica tadašnji zaposlenici te odgovorne osobe Thiokola) posvetili su svoje živote nakon katastrofe kako bi zastupali odgovorno donošenje odluka na radnom mjestu te ispravnu inženjersku etiku. Kroz godine, mnogi su daleko više krivili odgovorne osobe u NASA-i i Thiokolu za katastrofu nego nepravilno funkcioniranje gumenih brtvi; pritisak koji su iskazale odgovorne osobe u NASA-i bio je dovoljan da odgovorne osobe u Thiokolu popuste i stave tuđe živote na kocku. 